# 리버모륨
리버모륨(←영어: livermorium 리버모리엄[*], 독일어: Livermorium 리베르모리움[*])은 인공적으로 합성한 방사성 동위 원소로 원소기호 Lv(←라틴어: livermorium 리베르모리움[*]), 원소번호 116번이다. 4개의 동위 원소가 인공적으로 만들어졌으며 반감기가 가장 긴 것은 리버모륨-293으로 반감기는 61밀리초이다.

## 발견
2000년 7월 19일 두브나 FLNR 과학 연구소에서 퀴륨-248을 칼슘-48을 타겟으로 하여 충돌시켜 리버모륨을 합성하였다. 발견을 공포한 것은 2000년 12월 때이다.
우눈헥슘은 10.54 메가전자볼트의 에너지를 방출하면서 리버모륨-292로 만들어졌으며 18밀리초 뒤 플레로븀-289로 붕괴하였다. 그러나 플레로븀-289로 붕괴한 뒤 원소는 곧 없어져 버렸으며, 다시 합성하여 리버모륨-296을 만들어 내었다. 이 때는 2001년 4월에서 5월에 걸쳐서 실험하였다.
{\displaystyle \,_{20}^{48}\mathrm {Ca} +\,_{96}^{248}\mathrm {Cm} \to \,_{116}^{296}\mathrm {Lv} ^{*}\to \,_{116}^{293}\mathrm {Lv} +3\,_{0}^{1}\mathrm {n} }
리버모륨-296은 곧 리버모륨-293으로 붕괴하였고, 61밀리초의 반감기를 거쳐 플레로븀-289로 다시 붕괴하였다.

## 이름
당시 제안되었던 이름으로는 Flerovium (Fl), Butlerovium (Bu), Rossium (Ro, Rs) 등이 있었는데, 12월 1일에 국제 순수 및 응용화학 연맹(IUPAC)에서 리버모륨(Livermorium, 기호 Lv)으로 최종 확정하여 5개월 동안 반대 의사를 표명하도록 한 결과, 이 이름이 확정되었다. 이 원소의 발견은 러시아의 두브나 핵연구소와 미국의 캘리포니아주 리버모어에 있는 로렌스 리버모어 국립연구소 간 공동으로 수행한 실험의 결과인데, 연구소 지역과 연구소 이름인 '리버모어'를 따서 지었다고 한다..

## 리버모륨의 성질

### 산화수
리버모륨의 산화수는 +6가 또는 +7가로 보통의 16족 원소, 즉 산소족원소보다 큰 편이다. 보통 산화수는 +6 ~ +7 정도이나 종류에 따라 +2, +3, +4, +5, +6, +7까지 가지각색이다.

### 화학
화학에서는 리버모륨을 에카-폴로늄으로 불렀다. 리버모륨은 아마도 안정된 산화물인 과산화리버모륨, 즉 LvO3를 생성할 것으로 추측되나, 아직 미발견되었다. 산화수가 +2가라면 리버모륨은 1개의 산소와 이온 결합을 하여 산화리버모륨, 즉 LvO를 생성할 것으로 추정된다. 만약 리버모륨을 플루오르화한다면, 사플루오르화리버모륨, 즉 LvF4를 생성하거나 이플루오르화리버모륨, 즉 LvF2를 생성할 것으로 보인다. 만약 리버모륨을 염화, 브롬화하면 각각 이염화리버모륨, 즉 LvCl2와 이브롬화리버모륨, 즉 LvBr2를 생성할 것으로 추정된다. 리버모륨이 요오드화한다면 요오드화리버모륨, 즉 LvI2을 생성할 것으로 보인다.

## 핵합성

### 리버모륨을 합성하기 위한 표적과 충돌시킨 원자의 조합
아래 표는 리버모륨을 합성하기 위한 표적과 충돌시킨 원자의 조합이다.
| 표적  | 충돌시킨 원자 | 생성물 | 반응 결과               |
| ----- | ------------- | ------ | ----------------------- |
| 208Pb | 82Se          | 290Lv  | 실패                    |
| 232Th | 58Fe          | 290Lv  | 아직 반응 시도되지 않음 |
| 238U  | 54Cr          | 292Lv  | 실패                    |
| 244Pu | 50Ti          | 294Lv  | 아직 반응 시도되지 않음 |
| 248Cm | 48Ca          | 296Lv  | 성공                    |
| 246Cm | 48Ca          | 294Lv  | 아직 반응 시도되지 않음 |
| 245Cm | 48Ca          | 293Lv  | 성공                    |
| 249Cf | 40Ar          | 289Lv  | 아직 반응 시도되지 않음 |

### 저온 핵융합

#### 납-208과 셀레늄-82의 반응
1998년에 합성을 시도한 방법으로, 납-208을 타겟으로 하여 셀레늄-82를 충돌하여 리버모륨-290을 합성하려고 했지만 실패하였다.

### 고온 핵융합

#### 238U(54Cr,xn)292−xLv
1998년에 합성한 방법으로, 우라늄-238을 타겟으로 하여 크로뮴-54를 충돌하여 리버모륨-292를 합성하려 했지만 실패하였다.

#### 248Cm(48Ca,xn)296−xLv (x=3,4)
로렌스 리버모어 국제연구소와 두브나 FLNR 과학 연구소에서 실시한 방법으로, 퀴륨-248을 타겟으로 하여 칼슘-48을 충돌시켰다. 그러나 첫 번째 실험에서는 실패하였으며, 두 번째 실험을 실시하여 합성에 성공하였다.

#### 245Cm(48Ca,xn)293−xLv (x=2,3)
2003년에 실시한 합성 방법이다. 퀴륨-245를 타겟으로 하여 칼슘-48을 충돌시켜 각각 291Lv와 290Lv를 합성하였다. 2005년에는 이 방법 하나로 10개의 동위 원소를 만들었다.

### 오가네손→리버모륨 반응
오가네손의 합성 실험을 실시한 뒤에 리버모륨 합성 실험을 실시한 경우도 있었다. 이는 2006년에 실시한 가장 최근의 합성 실험 반응이다.

## 리버모륨의 동위 원소
| 동위 원소 | 발견 연도 | 발견 방법      |
| --------- | --------- | -------------- |
| 290Lv     | 2002      | 249Cf(48Ca,3n) |
| 291Lv     | 2003      | 245Cm(48Ca,2n) |
| 292Lv     | 2004      | 248Cm(48Ca,4n) |
| 293Lv     | 2000      | 248Cm(48Ca,3n) |

## 같이 보기
- 안정성의 섬